# Pickwickklubben (film)
Pickwickklubben (engelska: The Pickwick Papers) är en brittisk dramakomedi från 1952 i regi av Noel Langley.
Filmen är baserad på Charles Dickens roman med samma namn.

## Handling
Fyra välbeställda gentlemän, ledda av Samuel Pickwick reser runt på engelska landsbygden för att studera mänskligt beteende men bedragaren Mr. Jingle sätter käppar i hjulet.

## Rollista i urval
- James Hayter - Samuel Pickwick
- James Donald - Nathaniel Winkle
- Nigel Patrick - Mr. Jingle
- Joyce Grenfell - Mrs. Leo Hunter´
- Hermione Gingold -  Miss Tompkins
- Hermione Baddeley - Mrs. Bardell
- Donald Wolfit - sergeant Buzfuz
- Harry Fowler - Sam Weller
- Kathleen Harrison - Rachel Wardle
- Alexander Gauge -  Tracy Tupman
- Lionel Murton - Augustus Snodgrass
- Diane Hart - Emily Wardle
- Joan Heal - Isabella Wardle
- William Hartnell - droskförare
- Athene Seyler -  Miss Witherfield
- Walter Fitzgerald - Mr. Wardle
- Noel Purcell - Roker
- Hattie Jacques - Mrs. Nupkins
- June Thorburn -  Arabella Allen
- Gibb McLaughlin - förman
- Dandy Nichols - dam på balen